# Parapagurus acutus
Parapagurus acutus är en kräftdjursart som beskrevs av de Saint Laurent 1972. Parapagurus acutus ingår i släktet Parapagurus och familjen Parapaguridae.

## Underarter
Arten delas in i följande underarter:
- P. a. acutus
- P. a. bicarinata
- P. a. hirsutus